# Bandiera del Minnesota
La bandiera del Minnesota è il vessillo statale del Minnesota. Si compone di due colori, azzurro e campo di cielo, separati in verticale da una linea spezzata che evoca i confini dello Stato; nel campo azzurro appare una stella bianca (argento) ad otto punte, raffigurante la stella polare.
La prima bandiera risale al 1893; il disegno è stato modificato nel 1957, nel 1983 e infine nel 2024.

## Storia

### Origine della bandiera
Nel 1891 il congresso del Minnesota deliberò di presentarsi con un proprio stand alla Fiera Colombiana di Chicago del 1893; il governatore William Rush Merriam nominò una commissione per gestire i preparativi. Dal momento che il Minnesota al tempo non aveva una bandiera ufficiale con la quale identificarsi, venne formata una sottocommissione di sei membri incaricata di progettarla: si decise di bandire allo scopo un concorso pubblico, al quale parteciparono 200 proposte, tra le quali fu scelto il disegno di Amelia Hyde Center, che ricevette un premio di 15 dollari. Esso consisteva in un drappo bianco su un lato e azzurro sull'altro; nel mezzo del lato candido era collocato il sigillo di Stato incorniciato da un serto di Cypripedium acaule (una varietà di orchidea) sovrapposto a un anello blu; il lato blu era invece monocromo. Alcuni storici notarono che il disegno era simile a quello di vari vessilli usati dai reggimenti di fanteria del Minnesota durante la guerra civile americana, che sovente consistevano in un drappo blu decorato dall'effigie di un'aquila o dal sigillo di Stato.
La prima bandiera, usata per la cerimona ufficiale d'adozione (tenutasi il 4 aprile 1893), fu cucita in seta dai cittadini Pauline e Thomane Fjelde
Sebbene il disegno di Amelia Hyde Center prevedesse che il lato azzurro non avesse alcun elemento al suo interno, ben presto si iniziò ad aggiungere il sigillo di Stato anche su tale faccia.
In vista del centenario di fondazione dello Stato del Minnesota, nel 1957 la bandiera fu ridisegnata: venne eliminata la differenza cromatica sulle due facce, che divennero entrambe blu reale; ciò permise di cucire la bandiera da un unico pezzo di stoffa, riducendo i costi di produzione e rendendo il drappo più resistente in caso di vento forte. Il serto floreale che incorniciava il sigillo fu altresì sostituito con uno di Cypripedium reginae, una specie maggiormente endemica del Minnesota.
Nel 1983 il colore del drappo fu schiarito.

### Disciplina e blasone della bandiera dal 1983 al 2024
La foggia e le modalità di utilizzo della bandiera del Minnesota vennero disciplinate alla sezione 1.141 dello statuto dello Stato. La legge ne prescriveva la forma rettangolare, il colore blu non troppo carico, un sottile bordo d'oro e una frangia egualmente aurea su tre lati (escluso quello dell'asta); gli ultimi due dettagli erano però, di fatto, facoltativi.
Il disegno centrale presentava tre campi circolari concentrici. Il campo più interno era costituito da una versione semplificata del sigillo dello stato. Attorno al sigillo c'era un anello blu ornato con una ghirlanda di Cypripedium reginae (un'orchidea endemica del Nord America) serrata da un nastro rosso recante come epigrafi gli anni 1819 e 1893, a numeri aurei; il nastro proseguiva anche dentro il sigillo, recando il motto L'Étoile du Nord. Nella parte superiore dell'anello blu era inscritto, sempre in oro, l'anno 1858. Intorno all'anello blu c'era un anello bianco sul quale 19 stelle erano suddivise in cinque gruppi disposti pentacolarmente: ogni gruppo consisteva di quattro stelle, tranne il gruppo in alto al centro che aveva due stelle di dimensioni standard e una stella più grande delle altre. Tra i due gruppi di stelle nella parte bassa era inserito il nome dello stato in lettere rosse. Sia l'anello blu che quello bianco erano bordati d'oro, all'interno con una cordelliera, all'esterno con una fascia continua.
Il sigillo era così blasonato: sullo sfondo campeggiava un nativo americano in sella a un cavallo diretto verso un tramonto, a simboleggiare le origini storiche del Minnesota; in primo piano era raffigurato un pioniere nell'atto di arare un campo da coltivare. Il paesaggio evocava quello delle Grandi Pianure. Gli oggetti nelle mani delle due figure umane non erano casuali: il cavallo e la lancia del nativo e l'ascia, il fucile e l'aratro del pioniere rappresentavano i rispettivi strumenti della vita quotidiana, evocando rispettivamente la caccia e il lavoro, soprattutto quello agricolo. L'unica interazione tra le figure era il contatto tra gli sguardi. Accanto al pioniere si trovava un ceppo d'albero, che simboleggiava l'addomesticamento della terra e l'importanza dell'industria del legname nell'economia statale a metà Ottocento, al pari delle vie fluviali, "incarnate" nella rappresentazione (situata sulla destra) del fiume Mississippi e delle cascate di Sant'Antonio, con queste ultime che non erano presenti nel primissimo disegno dello stemma. Al di sopra delle cascate erano raffigurati tre abeti, considerati l'albero nazionale del Minnesota, che ha al suo interno tre aree silvicolturali principali: quelle attorno ai fiumi St. Croix e Mississippi, nonché quella presso il lago Superiore.

#### Dettagli simbolici
Gli anni citati nello stemma, e quindi nella bandiera, avevano questo significato:
- il 1819 è l’anno di costruzione di Fort Snelling, una delle maggiori piazzeforti durante la guerra di Piccolo Corvo
- il 1858 è l’anno della costituzione dello Stato del Minnesota
- il 1893 è l’anno di adozione della prima bandiera statale.[6]

L'orchidea Cypripedium reginae, di colore bianco e rosa, è il fiore ufficiale dello Stato.
Le 19 stelle simboleggiavano il fatto che il Minnesota fu il diciannovesimo Stato ad aderire all'Unione. La stella più grande nella parte alta era invece l'allegoria di Polaris.

### Utilizzo
Quando la bandiera viene riposta, dev'essere piegata nello stesso modo della bandiera degli Stati Uniti d'America.
Per la bandiera in uso fino al 2024 era previsto un piegamento specifico nelle occasioni cerimoniali: innanzitutto si praticavano quattro pieghe in senso longitudinale, quindi ciascun lato doveva essere piegato verso il basso, dopodiché le estremità inferiori andavano ulteriormente piegate fino a formare un doppio triangolo, che veniva infine piegato a metà: in tal modo, sul triangolo risultante restava visibile il cartiglio contenente il motto L'Étoile du Nord. Questo metodo di piegatura fu oggetto di critiche per la sua notevole complessità.

### Vilipendio
Il vilipendio alla bandiera, ossia ogni atto o espressione che mutila, profana o getta disprezzo sul vessillo (nella casistica rientrano le aggiunte indebite praticate sul disegno, oppure l'utilizzo a scopo pubblicitario) è punito come reato minore ai sensi della sezione 609.40 dello statuto del Minnesota; la legge si applica solo alla bandiera in stoffa e non a sue riproduzioni su documenti scritti o stampati. La sentenza United States v. Eichman pronunciata nel 1990 dalla Corte Suprema ha tuttavia dichiarato incostituzionale il reato di vilipendio, perché lederebbe il diritto alla libertà d'espressione.

### Sostituzione della bandiera

Bozzetto di bandiera senza sigillo statale proposto nel 1957.

La bandiera fu oggetto di critiche fin dagli anni 1950, sia per la sua eccessiva somiglianza con le bandiere di altri Stati dell'Unione, sia per la notevole complessità del disegno, che poteva risultare inintellegibile nei suoi dettagli più piccoli. Nel 2001 l'Associazione Nordamericana di Vessillologia condusse un sondaggio nel quale la bandiera del Minnesota fu votata tra le dieci peggiori tra tutte quelle degli Stati e dei territori associati agli USA.
Col passare del tempo alle critiche sull'infelice resa stilistica si aggiunsero quelle inerenti il significato del sigillo, definito fondamentalmente razzista e revisionista verso le vicende legate alla colonizzazione del Minnesota da parte degli europei: l'effigie del pioniere che ara il campo mentre il nativo americano cavalca verso l'orizzonte fu letta come un'allegoria della cacciata delle popolazioni indigene da parte dei coloni.
In numerose occasioni nell'arco di diversi decenni furono promossi nel parlamento statale alcuni progetti di legge volti a istituire una commissione incaricata di valutare l'implementazione di modifiche alla bandiera.

#### LaNorth Star Flag

La North Star Flag, disegnata nel 1989 e a più riprese proposta come possibile nuova bandiera del Minnesota.

Nel 1989 il contabile Lee Herold (appassionato di vessillologia) e il prete cattolico William Becker disegnarono una loro proposta di nuova bandiera statale, che prese il nome di North Star Flag ("bandiera della stella del nord"). Il disegno si articola su tre colori principali che rappresenterebbero tre caratteristiche iconiche dell'ambiente del Minnesota: il verde, allusione alle foreste, il bianco, allusione al rigido clima invernale, e il blu, in riferimento all'acqua. In alto a sinistra una stella gialla a cinque punte rappresenta Polaris, anche detta "stella del nord", in analogia col motto statale.
Herold, con l'appoggio del deputato repubblicano Gil Gutknecht, provò a più riprese a proporre l'adozione formale della sua bandiera, senza successo. Tuttavia nel 2001, quando due quotidiani tra i più diffusi nel Minnesota, il St. Paul Pioneer Press e lo Star Tribune, organizzarono due distinti concorsi (privi di ufficialità) per disegnare una nuova bandiera, uno di essi "incoronò" vincitrice proprio la North Star Flag.

#### La nuova bandiera (dal 2024)
Il 22 marzo 2022 i deputati statali democratici Mike Freiberg e Peter Fischer presentarono una proposta di legge ufficiale per l'adozione di una nuova bandiera e di un nuovo sigillo, accogliendo altresì alcune istanze popolari in tal senso.
Sebbene la controparte repubblicana si fosse opposta all'istanza, bollandola come inutile, nel maggio 2023 le camere legislative del Minnesota hanno approvato la costituzione della Emblems Redesign Commission, una task force incaricata di valutare il redesign della bandiera e dello stemma dello Stato. La commissione ha ricevuto compito di sviluppare un nuovo disegno sia per la bandiera che per lo stemma, presentando i bozzetti in parlamento per l'approvazione entro il 1º gennaio 2024, con l'obiettivo (una volta completato positivamente l'iter) di ufficializzare la nuova bandiera del Minnesota l'11 maggio 2024.
La commissione ha pertanto deciso di bandire un concorso pubblico, a carattere popolare, per la creazione della nuova bandiera e del nuovo sigillo, imponendo come criterio il "riflettere in modo accurato e rispettoso la storia condivisa, le risorse e le diverse comunità culturali del Minnesota", evitando l'uso di "simboli, emblemi o immagini che rappresentino solo una singola comunità o gruppi ristretti di persone". Il bando si è chiuso nel novembre 2023, raccogliendo in totale 2123 bozzetti di bandiera e 398 potenziali sigilli. Tra i temi più ricorrenti scelti dai partecipanti vi era la strolaga ("uccello simbolo" del Minnesota), laghi, fiumi e varie declinazioni sul tema "stella del nord". Tra le partecipazioni più bizzarre si annoveravano la fotografia di un cane, disegni di scimmie psichedeliche, allusioni a tradizioni popolari come il gioco Duck, duck, grey duck e un bozzetto raffigurante una strolaga che emette raggi laser dai suoi occhi.
Il 21 novembre 2023 la commissione, riunita presso il Senato del Minnesota, ha selezionato sei bozzetti finalisti, i quali sono accomunati dal richiamo alla "stella del nord" e dalla presenza dei colori blu e bianco; è invece stata scartata la strolaga, ritenuta non sufficientemente rappresentativa, salvo poi essere "ripescata" nel bozzetto del nuovo sigillo statale. Tra i partecipanti era stata annunciata anche la già citata North Star Flag, che però non è arrivata alla fase finale.
Bozzetti finalisti

Bozzetto F29 - "L'etoile du Nord Flag", disegnata da Brandon Hundt.
Bozzetto F944 - La "Mirror of the Sky Flag", disegnata da Todd e Peter Pitman.
Bozzetto F1154
Bozzetto F1435 - Disegnata da Sarah Agaton Howes.
Bozzetto F1953 - Disegnata da Andrew Prekker
Bozzetto F2100

Un'ulteriore "scrematura" ha poi lasciato in corsa i soli bozzetti F944, F2100 e F1953. Proprio quest'ultimo, il 15 dicembre 2023, è stato scelto come nuova bandiera, previo ulteriore affinamento; il comitato è intervenuto quindi sul disegno di Andrew Prekker rimuovendo le strisce e modificando la forma della stella. Il risultato, svelato ufficialmente il 19 dicembre, è un drappo in due toni d'azzurro: la parte verso l'asta (più scura e caricata della stella bianca a 8 punte), con la sua forma pentagonale, evoca i confini del Minnesota. L'adozione ufficiale si è tenuta l'11 maggio 2024.

La bandiera F1953 dopo le modifiche della commissione ufficiale, divenuta il nuovo vessillo statale dall'11 maggio 2024

Lo studioso Ted Kaye, membro dell'Associazione Nordamericana di Vessillologia, ha espresso la propria approvazione per il nuovo vessillo, annoverandolo tra le 10 bandiere più riuscite tra quelle degli USA. Per contro, sono giunte critiche dagli ambienti conservatori, che l'hanno definita un simbolo del great replacement (la "grande sostituzione", teoria del complotto per la quale sarebbe ordita una sostituzione etnica nei Paesi occidentali mediante immigrazione forzata dal terzo mondo), affermando di ravvisare una somiglianza con la bandiera dell'Oltregiuba.

## Bandiere storiche

Bandiera del Minnesota (dritto) (1893-1957)
Bandiera del Minnesota (rovescio) (1893-1957)
Bandiera del Minnesota (1957-1983)
Bandiera del Minnesota (1983-2024)